# Górnik Zabrze w sezonie 2010/2011
Sezon 2010/2011 Górnik Zabrze rozpoczął jako beniaminek, który awansował z drugiego miejsca piłkarskiej I ligi sezonu 2009/2010. Z rozpoczęciem sezonu rozpoczęto rozmowy z Adamem Nawałką oraz pierwsze ruchy transferowe.

## Działalność klubu
1 września 2010, Górnik Zabrze wstąpił do Regionalnej Izby Gospodarczej w Katowicach. Celem izby jest między innymi promowanie etyki wśród działalności zrzeszonych członków, a także pomoc w budowaniu stosunków biznesowych za granicą. Dzięki wstąpieniu do organizacji klub liczy na pozyskanie nowych partnerów biznesowych.
Dzień później, 2 września, Górnik Zabrze podpisał umowę z dwoma instytucjami zajmującymi się szkoleniem młodzieży – Gwarkiem oraz MSPN. Warty odnotowania jest fakt, że kluby te nie mogły dojść do porozumienia od ponad 10 lat, a utalentowana młodzież zamiast do zabrzańskiego klubu trafiała do innych zespołów. Wychowankami Gwarka są m.in. Dawid Jarka, Adam Danch, Piotr Gierczak, czy Łukasz Piszczek.
3 września klub został partnerem komercyjnym odbywającego się w Krynicy Zdroju XX Forum Ekonomicznego. Był to kolejny krok w stronę pozyskiwania kontaktów z międzynarodowymi instytucjami. Na klubowym panelu obecni byli prezes Łukasz Mazur, dyrektor sportowy Tomasz Wałdoch oraz legendarni piłkarze Stanisław Oślizło oraz Włodzimierz Lubański.
14 września Górnik, jako pierwszy klub Ekstraklasy podpisał umowę z Fundacją „Wolontariat dla sportu”, co pozwoli na rozwijanie idei zatrudniania wolontariuszy podczas spotkań pucharowych i ligowych rozgrywanych w Zabrzu.
Wraz z rozpoczęciem roku szkolnego, Górnik wznowił także program „Młody Kibic”, promujący klub w szkołach podstawowych na terenie Zabrza oraz okolicznych miejscowości.
12 października zarząd klubu postawił kolejny krok w kierunku współpracy z górnośląskimi szkółkami piłki nożnej. Tym razem podpisano umowę z założoną w 2006 roku przez byłych piłkarzy Górnika, Artura Płatka – odpowiadającego również za skauting w zabrzańskim klubie i Marcina Brosza, Akademią Piłki Nożnej w Knurowie.
3 listopada klub podpisał list intencyjny z Fundacją Śląskiego Centrum Chorób Serca w Zabrzu. Współpraca ma polegać na promowaniu zdrowego tryby życia oraz idei transplantologii. Logo Centrum pojawi się również na koszulkach piłkarzy.
Delegacja Górnika w składzie Łukasz Mazur, Stanisław Oślizło, Zygmunt Anczok, i Jan Kowalski wzięła udział w XVII Forum Gospodarczym w Toruniu, wzięła udział.

## Stadion
W sezonie 2010/11 drużyna z Zabrza rozgrywa swoje mecze jako gospodarz na stadionie im. Ernesta Pohla, przy ul. Roosevelta 81. Początkowo, zgodnie z nową ustawą o organizacji imprez masowych, stadion mógł pomieścić 9,295 kibiców, jednak przed Wielkimi Derbami Śląska, decyzją prezydent Zabrza, pani Małgorzaty Mańki-Szulik, pojemność została zwiększona do 13,000.
13 września, podczas posiedzenia Rady Miejskiej, została przegłosowana uchwała umożliwiająca rozpoczęcie budowy nowego stadionu Górnika. Decyzja Radnych zezwala na rozpoczęcie budowy nowego obiektu w marcu 2011 roku. Po rozpoczęciu budowy, pojemność stadionu może ulec zmniejszeniu nawet do 4,000 miejsc, w związku z czym klub rozważa wynajem innego obiektu (Stadion Śląski, Stadion GKS Katowice) na czas modernizacji.
28 października w prasie podano informację, że od dwóch tygodni Górnik ma pozwolenie na budowę stadionu. Pierwszy etap modernizacji zakłada ukończenie budowy trzech trybun, dla 22 tysięcy widzów, do wiosny 2013 roku.
Na początku grudnia ogłoszono, że przynajmniej do połowy maja 2011 roku, spotkania Górnika w Zabrzu będą rozgrywane na stadionie im. Ernesta Pohla, przy ograniczonej pojemności. Wiadomość została podana przez Tomasza Milewskiego, kierownika ds. bezpieczeństwa zabrzańskiego klubu.
Dnia 16 marca 2011 roku odbyła się nadzwyczajna konferencja prasowa, która dotyczyła ogłoszenia dwóch przetargów: na generalnego wykonawcę pierwszego etapu modernizacji stadionu (trzech trybun) oraz na inżyniera kontraktu. Oba przetargi zostały ogłoszone dzień wcześniej. Termin składania ofert wyznaczono na 28 kwietnia (wykonawca generalny), oraz na 21 kwietnia (inżynier kontraktu).

## Ekstraklasa
Sezon Ekstraklasy dla Górnika Zabrze rozpoczął się przegranym 0:2 spotkaniem ze stołeczną Polonią, 6 sierpnia 2010 roku o godzinie 20:00,. Mecz rozegrany został na stadionie im. Ernesta Pohla w Zabrzu.
Rundę jesienną Zabrzanie zakończyli przegranym 0:4, wyjazdowym spotkaniem, z drugim beniaminkiem piłkarskiej Ekstraklasy – Widzewem Łódź. Na półmetku sezonu Górnik tracił do lidera tabeli (Jagiellonii Białystok) 8 punktów oraz miał 5 punktów przewagi nad znajdującą się w strefie spadkowej drużyną Arka Gdynia.
Sezon zabrzanie zakończyli na 6. miejscu tabeli z dorobkiem 45 punktów, 13 zwycięstwami, 6 remisami i 11 porażkami. W sezonie Górnicy strzelili 36 goli, tracąc jednocześnie 40. Szóste miejsce jest najlepszą pozycją klubu od sezonu 1994/1995, kiedy to uzyskał na finale rozgrywek piątą lokatę.
| Mecz           | Data            | Godz. | Stadion   | Przeciwnik            | Wynik¹ | Miejsce | Punkty | BR+/BR- | Strzelcy                              | Raport |
| -------------- | --------------- | ----- | --------- | --------------------- | ------ | ------- | ------ | ------- | ------------------------------------- | ------ |
| Runda jesienna |                 |       |           |                       |        |         |        |         |                                       |        |
| 1              | 6 sierpnia      | 20:00 | Zabrze    | Polonia Warszawa      | 0:2    | 15      | 0      | 0-2     | -                                     |        |
| 2              | 14 sierpnia     | 19:15 | Lubin     | KGHM Zagłębie Lubin   | 2:1    | 7       | 3      | 2-3     | Zahorski, Świątek                     |        |
| 3              | 21 sierpnia     | 19:15 | Gdynia    | Arka Gdynia           | 0:2    | 12      | 3      | 2-5     | -                                     |        |
| 4              | 29 sierpnia     | 17:15 | Zabrze    | Ruch Chorzów          | 1:0    | 6       | 6      | 3-5     | Magiera                               |        |
| 5              | 11 września     | 14:45 | Kraków    | Cracovia              | 3:2    | 6       | 9      | 6-7     | Gierczak, Zahorski, Bonin             |        |
| 6              | 18 września     | 14:45 | Zabrze    | PGE GKS Bełchatów     | 1:0    | 2       | 12     | 7-7     | Zahorski                              |        |
| 7              | 25 września     | 14:45 | Gdańsk    | Lechia Gdańsk         | 1:5    | 5       | 12     | 8-12    | Wodecki                               |        |
| 8              | 2 października  | 14:45 | Zabrze    | Jagiellonia Białystok | 0:1    | 7       | 12     | 8-13    | -                                     |        |
| 9              | 17 października | 17:00 | Zabrze    | Wisła Kraków          | 1:0    | 5       | 15     | 9-13    | Kwiek                                 |        |
| 10             | 24 października | 14:45 | Zabrze    | Lech Poznań           | 2:0    | 3       | 18     | 11-13   | Wodecki, Wodecki                      |        |
| 11             | 31 października | 17:15 | Warszawa  | Legia Warszawa        | 1:2    | 5       | 18     | 12-15   | Sikorski                              |        |
| 12             | 6 listopada     | 14:45 | Zabrze    | Polonia Bytom         | 1:1    | 5       | 19     | 13-16   | Jonczyk                               |        |
| 13             | 13 listopada    | 16:45 | Wrocław   | Śląsk Wrocław         | 0:4    | 8       | 19     | 13-20   | -                                     |        |
| 14             | 19 listopada    | 20:00 | Zabrze    | Korona Kielce         | 2:1    | 7       | 22     | 15-21   | Zahorski, Sikorski                    |        |
| 15             | 27 listopada    | 17:15 | Łódź      | Widzew Łódź           | 0:4    | 7       | 22     | 15-25   | -                                     |        |
| Runda wiosenna |                 |       |           |                       |        |         |        |         |                                       |        |
| 16             | 27 lutego       | 15:00 | Warszawa  | Polonia Warszawa      | 0:0    | 7       | 23     | 15-25   | -                                     |        |
| 17             | 5 marca         | 14:45 | Zabrze    | KGHM Zagłębie Lubin   | 5:1    | 5       | 26     | 20-26   | Kwiek, Banaś, Sikorski, Gašparík, Jež |        |
| 18             | 11 marca        | 20:00 | Zabrze    | Arka Gdynia           | 2:2    | 5       | 27     | 22-28   | Banaś, Wodecki                        |        |
| 19             | 18 marca        | 20:00 | Chorzów   | Ruch Chorzów          | 0:3    | 8       | 27     | 22-31   | -                                     |        |
| 20             | 2 kwietnia      | 17:15 | Zabrze    | Cracovia              | 1:0    | 5       | 30     | 23-31   | Sikorski                              |        |
| 21             | 8 kwietnia      | 17:45 | Bełchatów | PGE GKS Bełchatów     | 1:1    | 5       | 31     | 24-32   | Bonin                                 |        |
| 22             | 15 kwietnia     | 20:00 | Zabrze    | Lechia Gdańsk         | 0:0    | 6       | 32     | 24-32   | -                                     |        |
| 23             | 20 kwietnia     | 20:00 | Białystok | Jagiellonia Białystok | 0:2    | 8       | 32     | 24-34   | -                                     |        |
| 24             | 30 kwietnia     | 16:15 | Kraków    | Wisła Kraków          | 2:0    | 6       | 35     | 26-34   | Gašparík, Sikorski                    |        |
| 25             | 7 maja          | 18:15 | Poznań    | Lech Poznań           | 0:2    | 7       | 35     | 26-36   | -                                     |        |
| 26             | 10 maja         | 20:45 | Zabrze    | Legia Warszawa        | 1:1    | 9       | 36     | 27-37   | Sikorski                              |        |
| 27             | 13 maja         | 20:00 | Bytom     | Polonia Bytom         | 2:1    | 7       | 39     | 29-38   | Jež, Jež                              |        |
| 28             | 20 maja         | 20:00 | Zabrze    | Śląsk Wrocław         | 3:1    | 6       | 42     | 32-39   | Socha (s), Pawelec (s), Bonin         |        |
| 29             | 25 maja         | 19:00 | Kielce    | Korona Kielce         | 0:1    | 8       | 42     | 32-39   | -                                     |        |
| 30             | 29 maja         | 17:00 | Zabrze    | Widzew Łódź           | 4:0    | 6       | 45     | 36-39   | Jež, Jež, Bemben, Bemben              |        |

Ostatnia aktualizacja: 30. kolejka

¹ Jako pierwsze podano bramki Górnika Zabrze

    – zwycięstwo

    – remis

    – porażka

### Szczegóły spotkań
| 6 sierpnia 2010 20:00 | Górnik Zabrze | 0:20:1 | Polonia Warszawa · 17' Artur Sobiech · 69' Adrian Mierzejewski | Stadion im. Ernesta Pohla, Zabrze Widzów: 9,000 Sędzia: Adam Lyczmański |
|                       |               |        |                                                                |                                                                         |

| 14 sierpnia 2010 19:15 | KGHM Zagłębie Lubin · Kamil Wilczek 49' | 1:20:1 | Górnik Zabrze · 15' Tomasz Zahorski · 64' Adrian Świątek | Dialog Arena, Lubin Widzów: 10,123 Sędzia: Adam Lyczmański |
|                        |                                         |        |                                                          |                                                            |

| 21 sierpnia 2010 19:15 | Arka Gdynia · Filip Burkhardt 43' (k) · Tadas Labukas 90+2' | 2:01:0 | Górnik Zabrze | Narodowy Stadion Rugby, Gdynia Widzów: 3,000 Sędzia: Szymon Marciniak |
|                        |                                                             |        |               |                                                                       |

| 29 sierpnia 2010 17:15 | Górnik Zabrze · Mariusz Magiera 81' | 1:00:0 | Ruch Chorzów | Stadion im. Ernesta Pohla, Zabrze Widzów: 13,000 Sędzia: Daniel Stefański |
|                        |                                     |        |              |                                                                           |

| 11 września 2010 14:45 | Cracovia · Radosław Matusiak 24', 53' | 2:31:2 | Górnik Zabrze · 19' Piotr Gierczak · 34' Tomasz Zahorski · 62' Grzegorz Bonin | Stadion Suche Stawy, Kraków Widzów: 3,500 Sędzia: Tomasz Mikulski |
|                        |                                       |        |                                                                               |                                                                   |

| 18 września 2010 14:45 | Górnik Zabrze · Tomasz Zahorski 72' | 1:00:0 | PGE GKS Bełchatów | Stadion im. Ernesta Pohla, Zabrze Widzów: 7,485 Sędzia: Radosław Trochimiuk |
|                        |                                     |        |                   |                                                                             |

| 25 września 2010 14:45 | Lechia Gdańsk · Abdou Razack Traoré 17', 75' · Marko Bajić 32' · Paweł Buzała 61' · Alaksandr Sazankou 79' | 5:12:1 | Górnik Zabrze · 26' Marcin Wodecki | Stadion MOSiR, Gdańsk Widzów: 5,500 Sędzia: Paweł Raczkowski |
|                        | |        |                                    |                                                              |

| 2 października 2010 18:15 | Górnik Zabrze | 0:10:0 | Jagiellonia Białystok · 90+1' Andrius Skerla | Stadion im. Ernesta Pohla, Zabrze Widzów: 6,220 Sędzia: Dawid Piasecki |
|                           |               |        |                                              |                                                                        |

| 17 października 2010 17:00 | Górnik Zabrze · Aleksander Kwiek 83' | 1:00:0 | Wisła Kraków | Stadion im. Ernesta Pohla, Zabrze Widzów: 8,000 Sędzia: Tomasz Mikulski |
|                            |                                      |        |              |                                                                         |

| 24 października 2010 14:45 | Górnik Zabrze · Marcin Wodecki 44', 67' | 2:01:0 | Lech Poznań | Stadion im. Ernesta Pohla, Zabrze Widzów: 11,400 Sędzia: Daniel Stefański |
|                            |                                         |        |             |                                                                           |

| 31 października 2010 17:15 | Legia Warszawa · Miroslav Radović 88' · Bruno Mezenga 90' | 2:10:0 | Górnik Zabrze · 53' Daniel Sikorski | Stadion Wojska Polskiego, Warszawa Widzów: 17,887 Sędzia: Hubert Siejewicz |
|                            |                                                           |        |                                     |                                                                            |

| 6 listopada 2010 14:45 | Górnik Zabrze · Michał Jonczyk 25' | 1:11:0 | Polonia Bytom · 60' (sam.) Mariusz Magiera | Stadion im. Ernesta Pohla, Zabrze Widzów: 9,800 Sędzia: Adam Lyczmański |
|                        |                                    |        |                                            |                                                                         |

| 13 listopada 2010 16:45 | Śląsk Wrocław · Przemysław Kaźmierczak 10' · Vuk Sotirović 18' · Piotr Celeban 80', 84' | 4:02:0 | Górnik Zabrze | Stadion Oporowska, Wrocław Widzów: 7,000 Sędzia: Marcin Borski |
|                         |                                                                                         |        |               |                                                                |

| 19 listopada 2010 20:05 | Górnik Zabrze · Tomasz Zahorski 25' · Daniel Sikorski 71' | 2:11:0 | Korona Kielce · 89' Pavol Staňo | Stadion im. Ernesta Pohla, Zabrze Widzów: 9,200 Sędzia: Hubert Siejewicz |
|                         |                                                           |        |                                 |                                                                          |

| 27 listopada 2010 19:15 | Widzew Łódź · Darvydas Šernas 37' (k) · Marcin Robak 71', 89' · Velibor Đurić 90' | 4:01:0 | Górnik Zabrze | Stadion im. Ludwika Sobolewskiego, Łódź Widzów: 7,200 Sędzia: Tomasz Mikulski |
|                         |                                                                                   |        |               |                                                                               |

| 27 lutego 2011 15:00 | Polonia Warszawa | 0:0 | Górnik Zabrze | Stadion Polonii, Warszawa Widzów: 3,500 Sędzia: Dawid Piasecki |
|                      |                  |     |               |                                                                |

| 14 sierpnia 2010 19:15 | Górnik Zabrze · Aleksander Kwiek 36' · Adam Banaś 45+1' · Daniel Sikorski 58' · Michal Gašparík 68' · Róbert Jež 90+2' | 5:12:0 | KGHM Zagłębie Lubin · 62' Szymon Pawłowski | Stadion im. Ernesta Pohla, Zabrze Widzów: 8,400 Sędzia: Szymon Marciniak |
|                        | |        |                                            |                                                                          |

| 11 marca 2011 20:00 | Górnik Zabrze · Adam Banaś 24,' · Marcin Wodecki 79' | 2:21:1 | Arka Gdynia · 38', 52' Emil Noll | Stadion im. Ernesta Pohla, Zabrze Widzów: 8,965 Sędzia: Marcin Borski |
|                     |                                                      |        |                                  |                                                                       |

| 18 marca 2011 20:00 | Ruch Chorzów · Marek Zieńczuk 52' · Arkadiusz Piech 62' · Marcin Malinowski 64' | 3:00:0 | Górnik Zabrze | Stadion Ruchu, Chorzów Widzów: 9,300 Sędzia: Marcin Szulc |
|                     |                                                                                 |        |               |                                                           |

| 2 kwietnia 2011 17:15 | Górnik Zabrze · Daniel Sikorski 18' | 1:0 | Cracovia | Stadion im. Ernesta Pohla, Zabrze Widzów: 9,100 Sędzia: Daniel Stefański |
|                       |                                     |     |          |                                                                          |

| 8 kwietnia 2011 17:45 | PGE GKS Bełchatów · Marcin Żewłakow 9' | 1:1 | Górnik Zabrze · 26' Grzegorz Bonin | Stadion GKS, Bełchatów Widzów: 2,300 Sędzia: Marcin Borski |
|                       |                                        |     |                                    |                                                            |

| 15 kwietnia 2011 20:00 | Górnik Zabrze | 0:0 | Lechia Gdańsk | Stadion im. Ernesta Pohla, Zabrze Widzów: 7,896 Sędzia: Paweł Gil |
|                        |               |     |               |                                                                   |

| 20 kwietnia 2011 20:00 | Jagiellonia Białystok · Tomasz Frankowski 20' · Hermes 66' | 2:01:0 | Górnik Zabrze | Stadion Miejski, Białystok Widzów: 5,900 Sędzia: Marcin Borski |
|                        |                                                            |        |               |                                                                |

| 30 kwietnia 2011 16:15 | Wisła Kraków | 0:20:1 | Górnik Zabrze · 24' Michal Gašparík · 81' Daniel Sikorski | Stadion Miejski, Kraków Widzów: 15,830 Sędzia: Szymon Marciniak |
|                        |              |        |                                                           |                                                                 |

| 7 maja 2011 18:15 | Lech Poznań · Artjoms Rudņevs 14' · Semir Štilić 70' | 2:01:0 | Górnik Zabrze | Stadion Miejski, Poznań Widzów: 0 Sędzia: Tomasz Musiał |
|                   |                                                      |        |               |                                                         |

| 10 maja 2011 20:45 | Górnik Zabrze · Jakub Wawrzyniak 59' | 1:10:0 | Legia Warszawa · 90+3' Daniel Sikorski | Stadion im. Ernesta Pohla, Zabrze Widzów: 9,852 Sędzia: Hubert Siejewicz |
|                    |                                      |        |                                        |                                                                          |

| 13 maja 2011 20:00 | Polonia Bytom · Mateusz Żytko 80' | 1:20:0 | Górnik Zabrze · 64', 90+5' Róbert Jež | Stadion im. Edwarda Szymkowiaka, Bytom Widzów: 4,300 Sędzia: Radosław Trochimiuk |
|                    |                                   |        |                                       |                                                                                  |

| 20 maja 2011 20:00 | Górnik Zabrze · Tadeusz Socha 8' (s) · Mariusz Pawelec 20' (s) · Grzegorz Bonin 69' | 3:12:1 | Śląsk Wrocław · 39' Rok Elsner | Stadion im. Ernesta Pohla, Zabrze Widzów: 7,218 Sędzia: Dawid Piasecki |
|                    |                                                                                     |        |                                |                                                                        |

| 25 maja 2011 19:00 | Korona Kielce · Andrzej Niedzielan 65' (k) | 1:00:0 | Górnik Zabrze | Stadion Miejski, Kielce Widzów: 4,231 Sędzia: Gil |
|                    |                                            |        |               |                                                   |

| 29 maja 2011 17:00 | Górnik Zabrze · Róbert Jež 11', 49' · Michael Bemben 57', 90' | 4:01:0 | Widzew Łódź | Stadion im. Ernesta Pohla, Zabrze Widzów: 8,651 Sędzia: Péter Solymosi |
|                    |                                                               |        |             |                                                                        |

## Puchar Polski
Jako klub występujący w sezonie 2009/10 w I lidze, Górnik rozpoczął rozgrywki Pucharu Polski 2010/11 od I rundy pucharowej (1/32 finału), meczem z Wisłą Płock. Gospodarzem spotkania, w drodze losowania, został zespół z Płocka. Uczestnictwo w pucharze Górnik zakończył 21 września, na 1/16 finału, po porażce na własnym stadionie z drużyną Lechii Gdańsk 0:2.

### 1/32 finału
| 25 sierpnia 2010 18:00 | Wisła Płock · Marcin Nowacki 92' | 1:30:1 | Górnik Zabrze · 31', 82' Piotr Gierczak · 93' Tomasz Zahorski | Stadion im. Kazimierza Górskiego, Płock Widzów: 800 Sędzia: Paweł Dreschel |
|                        |                                  |        |                                                               |                                                                            |

### 1/16 finału
| 21 września 2010 19:00 | Górnik Zabrze | 0:2 | Lechia Gdańsk · 15' Abdou Razack Traoré · 45' Bédi Buval | Stadion im. Ernesta Pohla, Zabrze Widzów: 2,000 Sędzia: Paweł Pskit |
|                        |               |     |                                                          |                                                                     |

## Mecze towarzyskie

### 2010

#### Po zakończeniu sezonu 2009/10
| 8 czerwca 2010 | Energetyk ROW Rybnik · Tomasz Kasprzak 76' | 1:40:1 | Górnik Zabrze · 21' Dawid Gajewski · 50' Przemysław Pitry · 69' (sam.) Piotr Pacholski · 82' Adrian Świątek | Stadion Miejski, Rybnik |
|                |                                            |        | |                         |

| 3 lipca 2010 | Silesia Lubomia · Kamil Szałkowski 76' | 1:80:1, 0:4 | Górnik Zabrze · 4' Mateusz Kantor · 38' 55' (k) Daniel Sikorski · 53' Maciej Bębenek · 64' 74' Marcin Wodecki · 68' Adrian Świątek · 76' Grzegorz Bonin |  |
|              |                                        |             | |  |

#### Zgrupowanie w Zakopanem
Pierwsze zgrupowanie piłkarzy Górnika, przygotowujące do sezonu 2010/11, odbyło się w Zakopanem między 5 a 10 lipca 2010. Podczas zgrupowania piłkarze z Zabrza rozegrali dwa sparingi: z Sandecją Nowy Sącz oraz Termaliką Bruk-Betem Nieciecza.
| 7 lipca 2010 | Sandecja Nowy Sącz · Rudolf Urban 3' | 1:1 | Górnik Zabrze · 13' Maciej Bębenek | Zakopane Widzów: 150 |
|              |                                      |     |                                    |                      |

| 10 lipca 2010 | Termalica Bruk-Bet Nieciecza · Jan Cios 14' · Dawid Kwiek 48' · Piotr Trafarski 93' | 3:20:1, 0:2, 1:2 | Górnik Zabrze · 68' Adrian Świątek · 120' Daniel Sikorski | Stadion Lekkoatletyczny, Zakopane |
|               |                                                                                     |                  |                                                           |                                   |

#### Zgrupowanie we Wronkach
Miejscem drugiego zgrupowania, które rozpoczęło się 15 lipca, a zakończyło 24 lipca, wybrano Wronki w województwie wielkopolskim. Sparingpartnerami Górnika były drużyny Nielby, GKP, Chojniczanki, Lechii, mistrza Polski 2010/11 Lecha Poznań oraz Floty.
| 17 lipca 2010 | Górnik Zabrze · Bartosz Kopacz 10' · Łukasz Tumicz 14' · Tomasz Chałas 70' | 3:42:2 | Nielba Wągrowiec · 28' 42' 42' (k) Rafał Leśniewski · 81' Artur Błażejewski | Wronki |
|               |                                                                            |        |                                                                             |        |

| 17 lipca 2010 | Górnik Zabrze · Adrian Świątek 79' | 1:00:0 | GKP Gorzów Wielkopolski | Wronki |
|               |                                    |        |                         |        |

| 21 lipca 2010 | Górnik Zabrze · Marcin Wodecki 78' | 1:10:1 | Chojniczanka Chojnice · 36' Sylwester Kret | Wronki |
|               |                                    |        |                                            |        |

| 21 lipca 2010 | Górnik Zabrze · Piotr Gierczak 20' · Tomasz Zahorski 53' · Grzegorz Bonin 75' | 3:21:2 | Lechia Gdańsk · 2' (k) 14' Piotr Wiśniewski | Grodzisk Wielkopolski |
|               |                                                                               |        |                                             |                       |

| 23 lipca 2010 {{{4}}} | Górnik Zabrze | 0:0 | Lech Poznań | Wronki |
|                       |               |     |             |        |

| 24 lipca 2010 | Górnik Zabrze · Adam Banaś 58' (k) | 1:00:0 | Flota Świnoujście | Wronki |
|               |                                    |        |                   |        |

#### Zabrze
| 29 lipca 2010 | Górnik Zabrze · Adrian Świątek 50' · Adam Banaś 83' | 2:00:0 | Mouloudia Club d'Alger | Stadion im. Ernesta Pohla, Zabrze Sędzia: Tomasz Kuźniarz |
|               |                                                     |        |                        |                                                           |

| 31 lipca 2010 | Górnik Zabrze · Tomasz Chałas 10' · Bartosz Kopacz 69' | 2:11:0 | LZS Leśnica · 79' Marek Gładkowski | boisko przy Stadionie im. Ernesta Pohla, Zabrze |
|               |                                                        |        |                                    |                                                 |

#### W trakcie sezonu
| 3 sierpnia 2010 | Górnik Zabrze · Tomasz Zahorski 10' · Paweł Krzysztoporski 87' | 2:11:0 | Zagłębie Lubin · 62' Wojciech Kędziora | Stadion Victorii, Chróścice |
|                 |                                                                |        |                                        |                             |

| 8 października 2010 16:00 | Górnik Zabrze · Adrian Świątek 9' | 1:1 | FC Hradec Králové · 12' Daniel Kocourek | Stadion im. Ernesta Pohla, Zabrze |
|                           |                                   |     |                                         |                                   |

### 2011

#### Zgrupowanie w Dzierżonowie
| 19 stycznia 2011 | Miedź Legnica | 0:30:0 | Górnik Zabrze · 60' Adrian Świątek · 64' Marcin Wodecki · 87' Grzegorz Bonin | Dzierżoniów Widzów: 50 Sędzia: Adam Bukowski |
|                  |               |        |                                                                              |                                              |

| 22 stycznia 2011 11:00 | Górnik Polkowice | 0:0 | Górnik Zabrze | Dzierżoniów |
|                        |                  |     |               |             |

| 25 stycznia 2011 11:00 | MKS Kluczbork · Rafał Niziołek 53' · Kamil Biliński 118' | 2:40:0, 1:2, 1:3 | Górnik Zabrze · 36' Bartosz Kopacz · 52' Maciej Bębenek · 84' Adam Banaś · 103' Daniel Sikorski | boczne boisko OSiR, Dzierżoniów |
|                        |                                                          |                  |                                                                                                 |                                 |

#### Zabrze
| 28 stycznia 2011 | Górnik Zabrze · Daniel Sikorski 8', 33' · Piotr Gierczak 70' | 3:02:0 | Janina Libiąż | boczne boiski Walki Makoszowy, Zabrze |
|                  |                                                              |        |               |                                       |

| 28 stycznia 2011 11:00 | Górnik Zabrze · Tomasz Zahorski 7', 27', 32', 46' | 4:13:1 | Hutnik Kraków · 3' Damian Buras | Zabrze |
|                        |                                                   |        |                                 |        |

#### Zgrupowanie w Antalyi (Turcja)
| 2 lutego 2011 14:00 | Górnik Zabrze · Daniel Sikorski 48', 82', 85' · Tomasz Zahorski 83' | 4:00:0 | Olimpia Bielce | Antalya, Turcja |
|                     |                                                                     |        |                |                 |

| 5 lutego 2011 14:00 | Górnik Zabrze · Maciej Mańka 14' · Adrian Świątek 81' | 2:11:1 | Politehnica Jassy · 4' Adrian Drida | Antalya, Turcja |
|                     |                                                       |        |                                     |                 |

| 5 lutego 2011 16:30 | Górnik Zabrze · Maciej Bębenek 2' · Daniel Sikorski 13' · Michal Gašparík 84' | 3:12:0 | Wołyń Łuck · 83' (k) Ołeksandr Pyszczur | Antalya, Turcja |
|                     |                                                                               |        |                                         |                 |

| 8 lutego 2011 14:00 | Górnik Zabrze · Grzegorz Bonin 56' · Adrian Świątek 88' | 2:11:1 | Szachtior Karaganda · 34' Margulan Yerikov | Antalya, Turcja |
|                     |                                                         |        |                                            |                 |

| 8 lutego 2011 16:30 | Górnik Zabrze | 0:30:1 | Szachtior Karaganda · 7', 53', 71' | Antalya, Turcja |
|                     |               |        |                                    |                 |

#### Zgrupowanie w Side (Turcja)
| 12 lutego 2011 14:15 | Górnik Zabrze | 0:0 | CSKA Sofia | Side, Turcja |
|                      |               |     |            |              |

| 12 lutego 2011 16:00 | Górnik Zabrze | 0:0 | FK Ołeksandrija | Side, Turcja |
|                      |               |     |                 |              |

#### W trakcie sezonu
| 26 marca, na Stadionie im. Ferenca Szuszy w Budapeszcieodbył się towarzyski mecz między zabrzańskim Górnikiem a drużyną Újpest FC. Meczem uczczono pamięć legendarnego piłkarza węgierskiej drużyny – Ferenca Szuszę, który jako trener Górnika Zabrze zdobył dwa Puchary Polski oraz mistrzostwo kraju. \| 26 marca 2011 15:00 \| Újpest FC · Péter Rajczi 20' · Zoltán Böőr 78' \| 2:11:0 \| Górnik Zabrze · 67' Grzegorz Bonin \| Stadion im. Ferenca Szuszy, Budapeszt Widzów: 3,192 Sędzia: Jozsef Erdos \| \| \| \| \| \| \| |                                                |        |                                    |                                                                          |
| 26 marca 2011 15:00 | Újpest FC · Péter Rajczi 20' · Zoltán Böőr 78' | 2:11:0 | Górnik Zabrze · 67' Grzegorz Bonin | Stadion im. Ferenca Szuszy, Budapeszt Widzów: 3,192 Sędzia: Jozsef Erdos |
| |                                                |        |                                    |                                                                          |

## Zawodnicy

### Skład
Skład pierwszej drużyny w sezonie 2010/2011.
| Nr                                 | Gracz                | Kraj     | Data urodzenia         | W klubie od | Poprzedni klub           | Ekstraklasa     | Ekstraklasa    | Puchar Polski   | Puchar Polski  | Żółte kartki | Czerwone kartki | Uwagi                                            |
| Nr                                 | Gracz                | Kraj     | Data urodzenia         | W klubie od | Poprzedni klub           | Rozegrane mecze | Strzelone gole | Rozegrane mecze | Strzelone gole | Żółte kartki | Czerwone kartki | Uwagi                                            |
| ---------------------------------- | -------------------- | -------- | ---------------------- | ----------- | ------------------------ | --------------- | -------------- | --------------- | -------------- | ------------ | --------------- | ------------------------------------------------ |
| Bramkarze                          |                      |          |                        |             |                          |                 |                |                 |                |              |                 |                                                  |
| 1                                  | Adam Stachowiak      | Polska   | 18 grudnia 1989(dts)   | 2010        | Odra Wodzisław           | 23              | 0              | 1               | 0              | 1            | 0               |                                                  |
| 28                                 | Łukasz Skorupski     | Polska   | 5 maja 1991(dts)       | 2004        | MSPN Górnik Zabrze       | 0               | 0              | 0               | 0              | 0            | 0               | w trakcie sezonu wypożyczony do Ruchu Radzionków |
| 28                                 | Mateusz Sławik       | Polska   | 3 listopada 1980(dts)  | 2011        | Górnik Wesoła            | 0               | 0              | 0               | 0              | 0            | 0               |                                                  |
| 82                                 | Sebastian Nowak      | Polska   | 13 stycznia 1982(dts)  | 2007        | Ruch Chorzów             | 7               | 0              | 1               | 0              | 1            | 0               |                                                  |
| Obrońcy                            |                      |          |                        |             |                          |                 |                |                 |                |              |                 |                                                  |
| 2                                  | Michał Pazdan        | Polska   | 21 września 1987(dts)  | 2007        | Hutnik Kraków            | 17              | 0              | 0               | 0              | 4            | 1               |                                                  |
| 3                                  | Mariusz Jop          | Polska   | 3 grudnia 1978(dts)    | 2010        | Wisła Kraków             | 23              | 0              | 2               | 0              | 42           | 0               |                                                  |
| 13                                 | Maciej Mańka         | Polska   | 30 czerwca 1989(dts)   | 2010        | GKS Tychy                | 2               | 0              | 0               | 0              | 0            | 0               |                                                  |
| 16                                 | Adam Marciniak       | Polska   | 28 września 1988(dts)  | 2009        | ŁKS Łódź                 | 21              | 0              | 2               | 0              | 6            | 0               |                                                  |
| 18                                 | Bartosz Kopacz       | Polska   | 21 maja 1992(dts)      | 2010        | GKS Jastrzębie Zdrój     | 0               | 0              | 0               | 0              | 0            | 0               |                                                  |
| 21                                 | Mariusz Magiera      | Polska   | 25 sierpnia 1984(dts)  | 2007        | Wisła Kraków             | 30              | 1              | 2               | 0              | 2            | 0               |                                                  |
| 24                                 | Michael Bemben       | Niemcy   | 28 stycznia 1976(dts)  | 2010        | 1. FC Union Berlin       | 24              | 2              | 2               | 0              | 91           | 0               |                                                  |
| 25                                 | Adam Banaś (kapitan) | Polska   | 25 grudnia 1982(dts)   | 2008        | Piast Gliwice            | 24              | 2              | 0               | 0              | 5            | 0               |                                                  |
| Pomocnicy                          |                      |          |                        |             |                          |                 |                |                 |                |              |                 |                                                  |
| 5                                  | Grzegorz Bonin       | Polska   | 2 grudnia 1983(dts)    | 2008        | Korona Kielce            | 23              | 3              | 1               | 0              | 2            | 0               |                                                  |
| 6                                  | Aleksander Kwiek     | Polska   | 13 stycznia 1983(dts)  | 2010        | Odra Wodzisław           | 23              | 2              | 2               | 0              | 7            | 0               |                                                  |
| 7                                  | Maciej Bębenek       | Polska   | 22 września 1984(dts)  | 2010        | Sandecja Nowy Sącz       | 7               | 0              | 1               | 0              | 1            | 0               |                                                  |
| 8                                  | Piotr Gierczak       | Polska   | 2 maja 1976(dts)       | 2010        | Ruch Radzionków          | 8               | 1              | 1               | 2              | 0            | 0               |                                                  |
| 9                                  | Michał Jonczyk       | Polska   | 11 marca 1992(dts)     | 2010        | Sandecja Nowy Sącz       | 4               | 1              | 0               | 0              | 0            | 0               |                                                  |
| 19                                 | Mariusz Przybylski   | Polska   | 19 stycznia 1982(dts)  | 2008        | Polonia Bytom            | 23              | 0              | 2               | 0              | 31           | 1               |                                                  |
| 23                                 | Rafał Pietrzak       | Polska   | 30 stycznia 1992(dts)  | 2010        | Zagłębie Sosnowiec       | 5               | 0              | 1               | 0              | 0            | 0               |                                                  |
| 26                                 | Adam Danch           | Polska   | 15 grudnia 1987(dts)   | 2006        | Gwarek Zabrze            | 21              | 0              | 1               | 0              | 3            | 0               |                                                  |
| 27                                 | Vladimír Balát       | Słowacja | 24 czerwca 1992(dts)   | 2009        | MŠK Žilina               | 3               | 0              | 1               | 0              | 0            | 0               | w trakcie sezonu wypożyczony do Ruchu Radzionków |
| 30                                 | Gabriel Nowak        | Polska   | 26 lipca 1986(dts)     | 2011        | GKS Katowice             | 11              | 0              | 0               | 0              | 1            | 0               |                                                  |
| 81                                 | Róbert Jež           | Słowacja | 10 lipca 1981(dts)     | 2014        | MŠK Žilina               | 14              | 5              | 0               | 0              | 1            | 0               |                                                  |
| 88                                 | Michal Gašparík      | Słowacja | 19 grudnia 1981(dts)   | 2011        | DAC 1904 Dunajská Streda | 10              | 2              | 0               | 0              | 2            | 0               |                                                  |
| Napastnicy                         |                      |          |                        |             |                          |                 |                |                 |                |              |                 |                                                  |
| 10                                 | Daniel Sikorski      | Austria  | 2 listopada 1987(dts)  | 2010        | Bayern Monachium II      | 26              | 6              | 1               | 0              | 1            | 0               |                                                  |
| 11                                 | Marcin Wodecki       | Polska   | 14 stycznia 1988(dts)  | 2009        | Odra Wodzisław           | 22              | 4              | 2               | 0              | 3            | 0               |                                                  |
| 14                                 | Tomasz Chałas        | Polska   | 20 lipca 1988(dts)     | 2010        | Znicz Pruszków           | 4               | 0              | 1               | 0              | 0            | 0               | w trakcie sezonu wypożyczony do Dolcanu Ząbki    |
| 14                                 | Mateusz Zachara      | Polska   | 27 marca 1990(dts)     | 2011        | Raków Częstochowa        | 1               | 0              | 0               | 0              | 0            | 0               |                                                  |
| 15                                 | Szymon Sobczak       | Polska   | 7 grudnia 1992(dts)    | 2010        | MSPN Górnik Zabrze       | 4               | 0              | 1               | 0              | 1            | 0               |                                                  |
| 17                                 | Sebastian Leszczak   | Polska   | 20 stycznia 1992(dts)  | 2010        | Wisła Kraków             | 0               | 0              | 1               | 0              | 0            | 0               |                                                  |
| 22                                 | Tomasz Zahorski      | Polska   | 22 listopada 1984(dts) | 2007        | Górnik Łęczna            | 29              | 3              | 1               | 1              | 3            | 0               |                                                  |
| 86                                 | Adrian Świątek       | Polska   | 22 lipca 1986(dts)     | 2009        | ŁKS Łódź                 | 9               | 1              | 1               | 0              | 1            | 0               | w trakcie sezonu wypożyczony do Ruchu Radzionków |
| Ostatnia aktualizacja: 30. kolejka |                      |          |                        |             |                          |                 |                |                 |                |              |                 |                                                  |

1 Jedna żółta kartka w Pucharze Polski.

2 Dwie żółte kartki w Pucharze Polski.

### Transfery

#### Przybyli
| Nr             | Poz | Kraj     | Nazwisko           | EU | Poprzedni klub           | Typ            | Koniec | Kwota transferu | Źródło        |
| -------------- | --- | -------- | ------------------ | -- | ------------------------ | -------------- | ------ | --------------- | ------------- |
| Okienko letnie |     |          |                    |    |                          |                |        |                 |               |
| 6              | PO  | Polska   | Aleksander Kwiek   | EU | Odra Wodzisław           | transfer       | 2013   | 85.000 €        | [ 13 ]        |
| 17             | NA  | Polska   | Sebastian Leszczak | EU | Wisła Kraków             | wolny transfer | 2013   | -               | [ 14 ]        |
| 24             | OB  | Niemcy   | Michael Bemben     | EU | 1. FC Union Berlin       | wolny transfer | 2012   | -               | [ 16 ]        |
| 13             | OB  | Polska   | Maciej Mańka       | EU | GKS Tychy                | wolny transfer | 2015   | -               | [ 17 ]        |
| 3              | OB  | Polska   | Mariusz Jop        | EU | Wisła Kraków             | wolny transfer | 2012   | -               | [ 17 ]        |
| 9              | PO  | Polska   | Michał Jonczyk     | EU | Sandecja Nowy Sącz       | transfer       |        | 95.000 €        | [ 18 ]        |
| 7              | PO  | Polska   | Maciej Bębenek     | EU | Sandecja Nowy Sącz       | transfer       |        | 120.000 €       | [ 18 ]        |
| 1              | BR  | Polska   | Adam Stachowiak    | EU | Odra Wodzisław           | wolny transfer | 2013   | -               | [ 19 ]        |
| 18             | OB  | Polska   | Bartosz Kopacz     | EU | GKS Jastrzębie Zdrój     | transfer       | 2015   | 15.000 €        | [ 19 ]        |
| 8              | PO  | Polska   | Piotr Gierczak     | EU | Ruch Radzionków          | wolny transfer | 2011   | -               | [ 20 ]        |
| 10             | NA  | Austria  | Daniel Sikorski    | EU | Bayern Monachium II      | wolny transfer | 2013   | -               | [ 20 ]        |
| 14             | NA  | Polska   | Tomasz Chałas      | EU | Znicz Pruszków           | transfer       | 2013   | 65.000 €        | [ 21 ]        |
| 23             | PO  | Polska   | Rafał Pietrzak     | EU | Zagłębie Sosnowiec       | wypożyczenie   | 2011   | -               | [ 22 ]        |
| Okienko zimowe |     |          |                    |    |                          |                |        |                 |               |
| 14             | NA  | Polska   | Mateusz Zachara    | EU | Raków Częstochowa        | transfer       | 2014   | 20.000 €        | [ 23 ] [ 24 ] |
| 30             | PO  | Polska   | Gabriel Nowak      | EU | GKS Katowice             | transfer       | 2014   | 25.000 €        | [ 25 ]        |
| 88             | PO  | Słowacja | Michal Gašparík    | EU | DAC 1904 Dunajská Streda | transfer       | 2012   | 35.000 €        | [ 26 ]        |
| 28             | BR  | Polska   | Mateusz Sławik     | EU | Górnik Wesoła            | wolny transfer | 2011   | -               | [ 27 ]        |
| 81             | PO  | Słowacja | Róbert Jež         | EU | MŠK Žilina               | transfer       | 2014   | 100.000 €       | [ 28 ]        |

Ostatnia aktualizacja: 25 lutego 2011

NR = Numer na koszulce; Poz = Pozycja; EU = Obywatelstwo Unii Europejskiej; Koniec = Rok zakończenia kontraktu
Podczas przerwy zimowej, kontrakty z Górnikiem przedłużyli Adam Danch i Mariusz Magiera.

#### Odeszli
| Poz            | Kraj     | Nazwisko         | EU | Nowy klub            | Typ                  | Kwota transferu | Źródło        |
| -------------- | -------- | ---------------- | -- | -------------------- | -------------------- | --------------- | ------------- |
| Okienko letnie |          |                  |    |                      |                      |                 |               |
| BR             | Polska   | Jakub Szmatuła   | EU | Piast Gliwice        | powrót z wyp.        | -               | [ 30 ]        |
| OB             | Polska   | Przemysław Kulig | EU | Cracovia             | powrót z wyp.        | -               | [ 30 ]        |
| NA             | Czechy   | Aleš Besta       | EU | Slavia Praga         | powrót z wyp.        | -               | [ 30 ]        |
| NA             | Polska   | Przemysław Pitry | EU | GKS Katowice         | porozumienie stron   | -               | [ 31 ]        |
| NA             | Polska   | Dawid Jarka      | EU | Ruch Radzionków      | transfer definitywny | brak danych     | [ 32 ]        |
| PO             | Polska   | Dawid Gajewski   | EU | Ruch Radzionków      | wypożyczenie         | -               | [ 32 ]        |
| OB             | Polska   | Kamil Szymura    | EU | Ruch Radzionków      | wypożyczenie         | -               | [ 32 ]        |
| PO             | Polska   | Robert Szczot    | EU | Iraklis Saloniki     | porozumienie stron   | -               | [ 33 ]        |
| NA             | Polska   | Robert Trznadel  | EU | Okocimski Brzesko    | wypożyczenie         | -               | [ 34 ]        |
| PO             | Polska   | Konrad Cebula    | EU | Sandecja Nowy Sącz   | porozumienie stron   | -               | [ 35 ] [ 36 ] |
| PO             | Polska   | Mateusz Kantor   | EU | Resovia              | wypożyczenie         | -               | [ 37 ]        |
| OB             | Polska   | Marek Krotofil   | EU | Energetyk ROW Rybnik | wypożyczenie         | -               | [ 38 ]        |
| Okienko zimowe |          |                  |    |                      |                      |                 |               |
| BR             | Polska   | Łukasz Skorupski | EU | Ruch Radzionków      | wypożyczenie         | -               | [ 39 ]        |
| PO             | Słowacja | Vladimír Balát   | EU | Ruch Radzionków      | wypożyczenie         | -               | [ 39 ]        |
| NA             | Polska   | Adrian Świątek   | EU | Ruch Radzionków      | wypożyczenie         | -               | [ 39 ]        |
| NA             | Polska   | Tomasz Chałas    | EU | Dolcan Ząbki         | wypożyczenie         | -               | [ 40 ]        |

Ostatnia aktualizacja: 30 maja 2011

Poz = Pozycja; EU = Obywatelstwo Unii Europejskiej
Do drużyn Górnika występujących w niższych klasach rozgrywkowych (B-klasowy Górnik II Zabrze oraz drużyna Młodej Ekstraklasy) przesunięci zostali również: Mariusz Gancarczyk, Damian Gorawski, Michał Karwan oraz Paweł Strąk.
| LP | Zawodnik         | EKS | PP | Razem |
| -- | ---------------- | --- | -- | ----- |
| 1  | Daniel Sikorski  | 6   | 0  | 6     |
| 2  | Róbert Jež       | 5   | 0  | 5     |
| 2  | Tomasz Zahorski  | 4   | 1  | 5     |
| 3  | Marcin Wodecki   | 4   | 0  | 4     |
| 4  | Grzegorz Bonin   | 3   | 0  | 3     |
| 4  | Piotr Gierczak   | 1   | 2  | 3     |
| 5  | Adam Banaś       | 2   | 0  | 2     |
| 5  | Michael Bemben   | 2   | 0  | 2     |
| 5  | Michal Gašparík  | 2   | 0  | 2     |
| 5  | Aleksander Kwiek | 2   | 0  | 2     |
| 6  | Michał Jonczyk   | 1   | 0  | 1     |
| 6  | Mariusz Magiera  | 1   | 0  | 1     |
| 6  | Adrian Świątek   | 1   | 0  | 1     |

| LP | Zawodnik           | EKS | PP | Razem |
| -- | ------------------ | --- | -- | ----- |
| 1  | Grzegorz Bonin     | 6   | 0  | 6     |
| 2  | Mariusz Magiera    | 3   | 1  | 4     |
| 3  | Róbert Jež         | 3   | 0  | 3     |
| 3  | Tomasz Zahorski    | 3   | 0  | 3     |
| 4  | Maciej Bębenek     | 1   | 1  | 2     |
| 4  | Marcin Wodecki     | 1   | 1  | 2     |
| 5  | Michal Gašparík    | 1   | 0  | 1     |
| 5  | Mariusz Jop        | 1   | 0  | 1     |
| 5  | Mariusz Przybylski | 1   | 0  | 1     |
| 5  | Daniel Sikorski    | 1   | 0  | 1     |

### Skład podstawowy
| LP | Poz | Kraj     | Zawodnik           | EKS | PP | Razem |
| -- | --- | -------- | ------------------ | --- | -- | ----- |
| 21 | OB  | Polska   | Mariusz Magiera    | 20  | 2  | 22    |
| 22 | NA  | Polska   | Tomasz Zahorski    | 19  | -  | 19    |
| 3  | OB  | Polska   | Mariusz Jop        | 17  | 2  | 19    |
| 6  | PO  | Polska   | Aleksander Kwiek   | 17  | 2  | 19    |
| 19 | PO  | Polska   | Mariusz Przybylski | 16  | 2  | 18    |
| 25 | OB  | Polska   | Adam Banaś         | 17  | -  | 17    |
| 5  | PO  | Polska   | Grzegorz Bonin     | 17  | -  | 17    |
| 24 | OB  | Niemcy   | Michael Bemben     | 15  | 2  | 17    |
| 1  | BR  | Polska   | Adam Stachowiak    | 15  | 1  | 16    |
| 11 | NA  | Polska   | Marcin Wodecki     | 14  | 1  | 15    |
| 16 | OB  | Polska   | Adam Marciniak     | 10  | 2  | 12    |
| 10 | NA  | Austria  | Daniel Sikorski    | 10  | 1  | 11    |
| 26 | PO  | Polska   | Adam Danch         | 7   | 1  | 8     |
| 2  | OB  | Polska   | Michał Pazdan      | 6   | -  | 6     |
| 8  | PO  | Polska   | Piotr Gierczak     | 5   | 1  | 6     |
| 82 | BR  | Polska   | Sebastian Nowak    | 5   | 1  | 6     |
| 86 | NA  | Polska   | Adrian Świątek     | 3   | 1  | 4     |
| 88 | PO  | Słowacja | Michal Gašparík    | 3   | -  | 3     |
| 81 | PO  | Słowacja | Róbert Jež         | 2   | -  | 2     |
| 27 | PO  | Słowacja | Vladimír Balát     | 1   | -  | 1     |
| 9  | PO  | Polska   | Michał Jonczyk     | 1   | -  | 1     |
| 7  | PO  | Polska   | Maciej Bębenek     | -   | 1  | 1     |
| 14 | NA  | Polska   | Tomasz Chałas      | -   | 1  | 1     |
| 23 | PO  | Polska   | Rafał Pietrzak     | -   | 1  | 1     |

Ostatnia aktualizacja: 20. kolejka

EKS – liczba meczów w wyjściowej jedenastce w Ekstraklasie, PP – liczba meczów w wyjściowej jedenastce w Pucharze Polski

### Formacje
| Formacja | LB | Ostatnio stosowana                      |
| -------- | -- | --------------------------------------- |
| 4-2-3-1  | 8  | vs. Ruch Chorzów, 18 marca 2011         |
| 4-4-2    | 6  | vs. Cracovia, 2 kwietnia 2011           |
| 4-5-1    | 5  | vs. KGHM Zagłębie Lubin, 5 marca 2011   |
| 4-1-4-1  | 1  | vs. PGE GKS Bełchatów, 18 września 2010 |

Ostatnia aktualizacja: 20. kolejka

Wykorzystywane ustawienia na podstawie www.ekstraklasa.tv (pol.)

LB = Ilość spotkań, podczas których wykorzystano dane ustawienie

### Piłkarze miesiąca
W konkursie SMS-owym, kibice mogą głosować na najlepszego piłkarza Górnika Zabrze w danym miesiącu.
| Miesiąc | Piłkarz          | % głosów | II                           | Źródło |
| ------- | ---------------- | -------- | ---------------------------- | ------ |
| 08/10   | Grzegorz Bonin   | 69,3%    | Magiera (11,4%)              |        |
| 09/10   | Grzegorz Bonin   | 52,4%    | Stachowiak, Zahorski (13,1%) |        |
| 10/10   | Aleksander Kwiek | 28,6%    | Bonin (27%)                  |        |
| 11/10   | Adam Danch       | 47,9%    | Sikorski (19,8%)             |        |

## Zarząd i sztab szkoleniowy
| Stanowisko                      | Osoba                            |
| ------------------------------- | -------------------------------- |
| Prezes                          | Tomasz Młynarczyk Łukasz Mazur   |
| Dyrektor sportowy               | Andrzej Orzeszek Tomasz Wałdoch  |
| Trener                          | Adam Nawałka                     |
| Asystent trenera                | Bogdan Zając                     |
| Asystent trenera                | Marek Piotrowicz                 |
| Trener bramkarzy                | Jarosław Tkocz                   |
| Trener przygotowania fizycznego | Remigiusz Rzepka Piotr Jankowicz |
| Fizjoterapeuta                  | Włodzimierz Duś                  |
| Fizjoterapeuta                  | Bartłomiej Spałek                |
| Statystyki, analizy             | Marcin Prasoł Dawid Zajączkowski |
| Lekarz Drużyny                  | Zbigniew Kwiatkowski             |
| Masażysta                       | Sebastian Jagiełło               |
| Kierownik drużyny               | Igor Nagraba                     |
| Trener Młodej Ekstraklasy       | Józef Dankowski Andrzej Orzeszek |
| Skauting                        | Mieczysław Agafon Artur Płatek   |

Małym drukiem zaznaczono osoby, które w trakcie sezonu odeszły z klubu.
10 listopada trenerem szczecińskiej Pogoni został dotychczasowy koordynator ds. skautingu w Górniku – Artur Płatek. Wcześniej prowadził między innymi zespoły Jagielloni oraz Cracovii.
Podczas konferencji prasowej zorganizowanej 30 listopada, z funkcji dyrektora sportowego zrezygnował Tomasz Wałdoch – były reprezentant Polski oraz piłkarz zabrzańskiego Górnika, a także takich klubów jak Schalke 04 Gelsenkirchen, czy VfL Bochum. Jako przyczynę odejścia Wałdoch podał sprawy czysto rodzinne:

Poinformowałem już o mojej decyzji piłkarzy i trenerów. Jej podłożem są tylko i wyłącznie moje sprawy prywatne. W środę wracam do Niemiec [...]. Nie było możliwości, abym dalej pracował daleko od domu.

Podczas ponad półrocznego okresu sprawowania przez Wałdocha obowiązków dyrektora sportowego, Górnik awansował do Ekstraklasy, nawiązał współpracę z kobiecym klubem KKS Zabrze oraz klubami młodzieżowymi: Gwarkiem Zabrze, MSPN Górnik Zabrze i APN Knurów. Nowym dyrektorem sportowym został 7 grudnia były piłkarz Górnika, Andrzej Orzeszek, który trzykrotnie zdobywał mistrzostwo Polski z zabrzańskim klubem jako piłkarz. Wcześniej prowadził on zespół Młodej Ekstraklasy.
Podczas posiedzenia Rady Nadzorczej spółki Górnik Zabrze SSA, które odbyło się 7 kwietnia 2011 roku w Warszawie, podjęto decyzje o odwołaniu ze stanowiska prezesa Łukasza Mazura. Podczas ponad półrocznej pracy Mazura w klubie, Górnik wrócił do piłkarskiej Ekstraklasy, a także podjęto wiele działań związanych ze współpracą z klubami mlodzieżowymi (m.in. Gwarkiem Zabrze). Następcą Mazura został ówczesny wiceprezes Górnika Tomasz Młynarczyk.

## Młoda Ekstraklasa

### Tabela
| LP | Drużyna                    | M  | Z  | R | P | B+ | B- | +/- | Pkt | Bezpośrednio |
| -- | -------------------------- | -- | -- | - | - | -- | -- | --- | --- | ------------ |
| 1  | Legia Warszawa (ME)        | 13 | 10 | 1 | 2 | 29 | 9  | 20  | 31  |              |
| 2  | Wisła Kraków (ME)          | 13 | 9  | 1 | 3 | 29 | 10 | 19  | 28  |              |
| 3  | Zagłębie Lubin (ME)        | 13 | 7  | 3 | 3 | 20 | 12 | 8   | 24  |              |
| 4  | Ruch Chorzów (ME)          | 13 | 7  | 2 | 4 | 19 | 13 | 6   | 23  |              |
| 5  | Górnik Zabrze (ME)         | 13 | 6  | 4 | 3 | 16 | 11 | 5   | 22  |              |
| 6  | Jagiellonia Białystok (ME) | 13 | 5  | 4 | 4 | 13 | 18 | -5  | 19  |              |
| 7  | Polonia Warszawa (ME)      | 13 | 5  | 3 | 5 | 17 | 13 | 4   | 18  |              |
| 8  | GKS Bełchatów (ME)         | 13 | 4  | 4 | 5 | 14 | 19 | -5  | 16  |              |
| 9  | Lechia Gdańsk (ME)         | 13 | 5  | 1 | 7 | 11 | 26 | -15 | 16  |              |
| 10 | Polonia Bytom (ME)         | 13 | 4  | 4 | 5 | 32 | 23 | 9   | 16  |              |
| 11 | Lech Poznań (ME)           | 13 | 4  | 3 | 6 | 15 | 19 | -4  | 15  |              |
| 12 | Korona Kielce (ME)         | 13 | 5  | 0 | 8 | 14 | 22 | -8  | 15  |              |
| 13 | Arka Gdynia (ME)           | 13 | 4  | 2 | 7 | 9  | 15 | -6  | 14  |              |
| 14 | Widzew Łódź (ME)           | 13 | 3  | 4 | 6 | 17 | 23 | -6  | 13  |              |
| 15 | Śląsk Wrocław (ME)         | 13 | 2  | 5 | 6 | 17 | 27 | -10 | 11  |              |
| 16 | Cracovia (ME)              | 13 | 3  | 1 | 9 | 16 | 28 | -12 | 10  |              |

Ostatnia aktualizacja: 7 listopada 2010

### Wyniki spotkań
| 9 sierpnia 2010 15:00 | Polonia Warszawa | 0:1 | Górnik Zabrze · 25' Tomasz Chałas | Legionowo Widzów: 150 Sędzia: Piotr Siedlecki |
|                       |                  |     |                                   |                                               |

| 4 września 2010 13:00 | Górnik Zabrze · Szymon Sobczak 40' | 1:1 | Zagłębie Lubin · 12' Marcin Matusiak | Stadion im. Ernesta Pohla, Zabrze |
|                       |                                    |     |                                      |                                   |

| 21 sierpnia 2010 12:00 | Górnik Zabrze · Szymon Sobczak 76' | 1:00:0 | Arka Gdynia | Stadion im. Ernesta Pohla, Zabrze Widzów: 150 |
|                        |                                    |        |             |                                               |

| 30 sierpnia 2010 17:00 | Ruch Chorzów · Maciej Jankowski 44' | 1:0 | Górnik Zabrze | Chorzów Widzów: 300 Sędzia: Mirosław Górecki |
|                        |                                     |     |               |                                              |

| 12 września 2010 13:30 | Górnik Zabrze · Daniel Sikorski 38', 50', 75', 90' | 4:01:0 | Cracovia | Stadion im. Ernesta Pohla, Zabrze Widzów: 200 Sędzia: Sebastian Krasny |
|                        |                                                    |        |          |                                                                        |

| 19 września 2010 12:00 | PGE GKS Bełchatów · Krystian Pieczara 63' (k) | 1:10:1 | Górnik Zabrze · 28' Szymon Sobczak | Stadion GKS, Bełchatów |
|                        |                                               |        |                                    |                        |

| 25 września 2010 13:30 | Górnik Zabrze · Damian Michalik 8', 45' · Jakub Steuer 85' | 3:12:0 | Lechia Gdańsk · 90' Jakub Lutrzykowski | Stadion im. Ernesta Pohla, Zabrze |
|                        |                                                            |        |                                        |                                   |

| 4 października 2010 17:00 | Jagiellonia Białystok · Bartłomiej Pawłowski 78' · Jan Pawłowski 90' | 2:00:0 | Górnik Zabrze |  |
|                           |                                                                      |        |               |  |

| 18 października 2010 13:00 | Wisła Kraków · Kamil Jeleń 59' · Daniel Brud 66' · Michał Szewczyk 73' | 3:00:0 | Górnik Zabrze | Stadion im. Henryka Reymana, Kraków Sędzia: Grzegorz Chamowski |
|                            |                                                                        |        |               |                                                                |

| 25 października 2010 18:00 | Lech Poznań | 0:1 | Górnik Zabrze · 1' Tomasz Chałas | Wronki Widzów: 130 Sędzia: Marcin Szrek |
|                            |             |     |                                  |                                         |

| 31 października 2010 11:00 | Górnik Zabrze · Maciej Mańka 21' · Szymon Sobczak 38' | 2:0 | Legia Warszawa | Stadion im. Ernesta Pohla, Zabrze |
|                            |                                                       |     |                |                                   |

| 7 listopada 2010 12:00 | Polonia Bytom · Tomasz Pogoda 34' | 1:11:0 | Górnik Zabrze · 79' Maciej Mańka | Stadion im. Edwarda Szymkowiaka, Bytom |
|                        |                                   |        |                                  |                                        |

| 14 listopada 2010 12:00 | Górnik Zabrze · Sebastian Leszczak 13' · Maciej Bębenek 63', 67' | 3:11:0 | Śląsk Wrocław · 49' Piotr Ćwielong | Stadion im. Ernesta Pohla, Zabrze Widzów: 100 Sędzia: Rafał Rokosz |
|                         |                                                                  |        |                                    |                                                                    |

| 20 listopada 2010 12:00 | Korona Kielce · Mateusz Janiec 65' | 1:20:1 | Górnik Zabrze · 25' Adrian Świątek · 83' Arkadiusz Milik | Stadion Korony Kielce, Kielce |
|                         |                                    |        |                                                          |                               |

| 28 listopada 2010 13:00 | Górnik Zabrze · Adrian Świątek 82' · Patryk Bartusiak 90+1' | 2:00:0 | Widzew Łódź | Stadion im. Ernesta Pohla, Zabrze Sędzia: Andrzej Chudy |
|                         |                                                             |        |             |                                                         |

| 4 października 2010 17:00 | Górnik Zabrze · Tomasz Chałas 27' | 1:11:0 | Polonia Warszawa · 67' Łukasz Teodorczyk | Stadion im. Ernesta Pohla, Zabrze Sędzia: Sebastian Jarzębak |
|                           |                                   |        |                                          |                                                              |

| 6 marca 2011 13:00 | Zagłębie Lubin | 0:20:0 | Górnik Zabrze · 63' (k) Mateusz Zachara · 83' Maciej Mańka | Dialog Arena, Lubin |
|                    |                |        |                                                            |                     |

| 21 sierpnia 2010 12:00 | Arka Gdynia | 0:0 | Górnik Zabrze | Stadion GOSiR, Gdynia Widzów: 200 Sędzia: Paweł Dreschel |
|                        |             |     |               |                                                          |

| 19 marca 2011 17:00 | Górnik Zabrze · Mateusz Zachara 27' · Gabriel Nowak 52' | 4:20:0 | Ruch Chorzów · 10', 73' Mateusz Kwiatkowski · 61' (k) Bartosz Flis · 66' Paweł Lisowski | Stadion im. Ernesta Pohla, Zabrze |
|                     |                                                         |        |                                                                                         |                                   |

### Strzelcy
| LP | Zawodnik           | Gole |
| -- | ------------------ | ---- |
| 1  | Daniel Sikorski    | 4    |
| 1  | Szymon Sobczak     | 4    |
| 2  | Tomasz Chałas      | 3    |
| 2  | Maciej Mańka       | 3    |
| 3  | Maciej Bębenek     | 2    |
| 3  | Damian Michalik    | 2    |
| 3  | Adrian Świątek     | 2    |
| 4  | Patryk Bartosik    | 1    |
| 4  | Sebastian Leszczak | 1    |
| 4  | Arkadiusz Milik    | 1    |
| 4  | Jakub Steuer       | 1    |
| 4  | Mateusz Zachara    | 1    |

Ostatnia aktualizacja: 6 marca 2011

## Gornik II Zabrze

### Tabela
| LP | Drużyna                   | M  | Z  | R | P  | B+ | B- | +/- | Pkt | Uwagi                      | Bezpośrednio |
| -- | ------------------------- | -- | -- | - | -- | -- | -- | --- | --- | -------------------------- | ------------ |
| 1  | MOSiR Stal Zabrze         | 20 | 19 | 0 | 1  | 87 | 5  | 82  | 57  | Awans do Klasy A 2011/2012 |              |
| 2  | Górnik II Zabrze          | 20 | 17 | 1 | 2  | 44 | 16 | 28  | 52  | Awans do Klasy A 2011/2012 |              |
| 3  | Start Kleszczów           | 20 | 12 | 4 | 4  | 27 | 16 | 11  | 40  |                            |              |
| 4  | Korona Bargłówka          | 20 | 11 | 4 | 5  | 27 | 16 | 11  | 37  |                            |              |
| 5  | Piast Pawłów (Zabrze)     | 20 | 7  | 3 | 10 | 14 | 18 | -4  | 24  |                            |              |
| 6  | UKS Biskupice (Zabrze)    | 20 | 5  | 8 | 7  | 28 | 32 | -4  | 23  |                            |              |
| 7  | LKS 45 Bujaków            | 20 | 6  | 3 | 11 | 24 | 39 | -15 | 21  |                            |              |
| 8  | Naprzód Łubie             | 20 | 4  | 6 | 10 | 17 | 35 | -18 | 18  |                            |              |
| 9  | Drama Kamieniec           | 20 | 3  | 4 | 13 | 13 | 38 | -25 | 13  |                            |              |
| 10 | Kłodnica Gliwice          | 20 | 3  | 3 | 14 | 9  | 35 | -26 | 12  |                            |              |
| 11 | Jedność 32 II Przyszowice | 20 | 2  | 6 | 12 | 7  | 47 | -40 | 12  |                            |              |

Ostatnia aktualizacja: 20. kolejka

### Wyniki spotkań
| 28 sierpnia 2010 | Piast Pawłów | 0:70:4 | Górnik II Zabrze · 7' Mateusz Rabiej · 24', 27', 62' Mateusz Niemczuk · 43', 77' Paweł Krzysztoporski · 49' Łukasz Dulski | boisko Walki Makoszowy, Zabrze |
|                  |              |        | |                                |

| 12 września 2010 | Górnik II Zabrze · Przemysław Bień 13', 34' · Łukasz Dulski 17' · Damian Gorawski 18', 48' · Michał Karwan 60' · Mateusz Rabiej 90' | 7:34:1 | MOSiR Stal Zabrze · 10' Mateusz Hluzow · 57' Ireneusz Waluś · 66' Marcin Bokemueller | boisko przy Stadionie im. Ernesta Pohla, Zabrze |
|                  | |        |                                                                                      |                                                 |

| 19 września 2010 | LKS 45 Bujaków | 0:120:4 | Górnik II Zabrze · 3', 33', 52', 82' Damian Gorawski · 32', 36' Mateusz Niemczuk · 58', 79' Mateusz Rabiej · 83' Robert Wolniewicz · 84', 88' Mariusz Gancarczyk · 89' Adrian Olszowski |  |
|                  |                |         | |  |

| 27 września 2010 | Górnik II Zabrze · Paweł Strąk 21' | 1:0 | Start Kleszczów | boisko przy Stadionie im. Ernesta Pohla, Zabrze |
|                  |                                    |     |                 |                                                 |

| 3 października 2010 | Naprzód Łubie · Mateusz Morawski 11' | 1:121:3 | Górnik II Zabrze · 9' Mateusz Niemczuk · 40', 55', 70' Mariusz Gancarczyk · 44' Paweł Krzysztoporski · 48', 52', 90' Damian Gorawski · 54', 67' Piotr Krakowiak · 64' Łukasz Dulski · 80' Robert Wolniewicz |  |
|                     |                                      |         | |  |

| 10 października 2010 11:00 | Górnik II Zabrze · Damian Gorawski 12', 39' · Robert Wolniewicz 26', 67' | 4:03:0 | Korona Bargłówka | boisko przy Stadionie im. Ernesta Pohla, Zabrze |
|                            |                                                                          |        |                  |                                                 |

| 17 października 2010 11:00 | UKS Biskupice · Łukasz Miedzierski 7' (k) | 1:61:2 | Górnik II Zabrze · 14', 70', 90' Mateusz Niemczuk · 22' Michał Karwan · 60' Przemysław Bień · 67' Joshua Gross | Zabrze |
|                            |                                           |        | |        |

| 24 października 2010 | Górnik II Zabrze · Damian Gorawski 9', 17', 27', 46', 49', 61' · Mateusz Niemczuk 15', 26', 33', 47' · Mariusz Gancarczyk 19', 81' · Piotr Krakowiak 30' · Łukasz Dulski 51' · Mateusz Rabiej 60' · Kamil Urbański 63', 66' · Łukasz Mietlicki 65' | 18:08:0 | Drama Kamieniec | boisko Walki Makoszowy, Zabrze |
|                      | |         |                 |                                |

| 31 października 2010 | Górnik II Zabrze · Mariusz Gancarczyk 12' · Mateusz Niemczuk 72' · Paweł Krzysztoporski 83' · Kamil Urbański 89' | 4:01:0 | Jedność 32 II Przyszowice | boisko Walki Makoszowy, Zabrze |
|                      | |        |                           |                                |

| 7 listopada 2010 | Górnik II Zabrze · Przemysław Bień 4' · Paweł Krzysztoporski 17', 90' · Mateusz Niemczuk 22', 75', 85' · Kamil Urbański 24', 29', 33' · Piotr Krakowiak 36', 65' · Mariusz Gancarczyk 43' · Mateusz Paczkowski 50', 60' · Szymon Rosochacki 66', 83' | 16:08:0 | Kłodnica Gliwice | boisko Walki Makoszowy, Zabrze |
|                  | |         |                  |                                |

### Strzelcy
| LP | Zawodnik             | Gole |
| -- | -------------------- | ---- |
| 1  | Damian Gorawski      | 17   |
| 1  | Mateusz Niemczuk     | 17   |
| 2  | Mariusz Gancarczyk   | 9    |
| 3  | Paweł Krzysztoporski | 6    |
| 3  | Kamil Urbański       | 6    |
| 4  | Piotr Krakowiak      | 5    |
| 4  | Mateusz Rabiej       | 5    |
| 5  | Przemysław Bień      | 4    |
| 5  | Łukasz Dulski        | 4    |
| 5  | Robert Wolniewicz    | 4    |
| 6  | Michał Karwan        | 2    |
| 6  | Mateusz Paczkowski   | 2    |
| 6  | Szymon Rosochacki    | 2    |
| 7  | Joshua Gross         | 1    |
| 7  | Łukasz Mietlicki     | 1    |
| 7  | Adrian Olszowski     | 1    |
| 7  | Paweł Strąk          | 1    |

Ostatnia aktualizacja: 7 listopada 2010